# Exiles (Marvel Comics)
Gli Exiles sono un immaginario gruppo di personaggi che compare nei fumetti pubblicati negli Stati Uniti d'America dalla Marvel Comics, creato da Judd Winick (testi) e Mike McKone (disegni). Apparso per la prima volta sull'omonima serie a fumetti, il team è composto da sei elementi provenienti da diverse realtà del multiverso, riuniti da un'entità psichica chiamata Agente Temporale con il compito di visitare mondi in pericolo e ripristinare la loro linea temporale. Il gruppo originale composto da Blink, Mimo, Magnus, Thunderbird, Nocturne e Morph, tutti mutanti e tutti appartenenti nelle loro dimensioni a differenti team di X-Men, durante la loro storia editoriale entrarono in contatto con numerosi crossover, fra i tanti L'era di Apocalisse e House of M.
La serie venne pubblicata, negli USA, a partire da agosto 2001, mentre in Italia vide una traduzione discontinua sulle pagine della testata X-Men Deluxe, pubblicata dalla Panini Comics. È stato realizzato anche uno speciale fuori serie che presenta l'incontro con gli X-Men, pubblicato all'interno della collana Marvel Mix. A partire dal n. 100, la serie compì un crossover con l'ultima incarnazione di Excalibur, al termine del quale venne chiusa e rinnovata e con il nome di New Exiles affidata alle mani del creativo scrittore Chris Claremont.
Dopo la chiusura di New Exiles con il n. 18 (febbraio 2009), la serie riassunse il titolo Exiles e venne rilanciata a partire dal n. 1 (aprile 2009) con alle redini del progetto lo scrittore Jeff Parker e il disegnatore Salvador Espin. Tuttavia, a seguito dell'esiguo numero di vendite, la Marvel ne annunciò la cancellazione definitiva dopo soli sei numeri.

## Exiles
I primi sei Exiles erano caratterizzati dal fatto di appartenere tutti, nella propria realtà di origine, a vari team di X-Men. Questa caratteristica si è persa col tempo. Ogni qual volta che un Exiles muore o non è più operativo, viene restituito alla sua realtà e sostituito da un altro.

### Membri fondatori
- Blink, alias Clarice Ferguson. (Terra-295). Teleporta. Proveniente dalla crudele realtà nota come l'era di Apocalisse, Clarice entra nel gruppo già dal primo episodio e ne diventa la leader, indossando il bracciale-comunicatore noto come Tallus. Dopo parecchie missioni e aver quasi perso la vita per il contagio dal virus Legacy, le viene concesso di tornare alla propria realtà. Ritornerà nel gruppo dopo la morte di Sole Ardente. Durante l'avventura sviluppa una relazione con Mimo, che viene messa a dura prova quando al gruppo si unisce Sabretooth. Assieme a T.J. e a John, Clarice lascerà il gruppo nella serie New Exiles per trasferirsi nella realtà di Heather. Lì aiuterà l'amica dalla pelle blu a riprendersi dal suo infarto e tenterà di dimenticare la morte di Cal.
- Mimo, alias Calvin "Cal" Rankin. (Terra-12). Possiede il potere di assorbire fino a cinque poteri mutanti. Nel gruppo fin dal primo episodio, sviluppa una relazione con Blink. Posseduto dalla Covata uccide Sole Ardente, atto che lo spingerà a decidere di non uccidere più nessuno e lo porterà all'esitazione fatale che permetterà al mutante Proteus d'impadronirsi del suo corpo uccidendolo. Recentemente tornato in vita.
- Magnus, alias Magnus Lehnsherr. (Terra-27). Deceduto. Manipolatore ferroso, tocco letale. Figlio di Magneto e Rogue, Magnus fu uno dei membri fondatori degli Exiles ed anche la prima vittima della loro missione. Perì sacrificandosi per salvare un mondo.
- Thunderbird, alias John Proudstar. (Terra-1100). Forza, velocità, sensi sovrumani. Membro fondatore del gruppo, John venne manipolato dal mutante Apocalisse per diventare Guerra, uno dei suoi cavaliere. Liberatosi dal condizionamento, venne reclutato per gli Exiles e vi militò fino a quando durante una missione fu coinvolto in un'esplosione e cadde in coma. Durante la sua avventura si legò sentimentalmente con la compagna di squadra Nocturne ed i due concepirono un bambino che però non venne mai alla luce. Durante il crossover con Excalibur, viene rivelato che John ripresosi dal coma è pronto per tornare in azione. Avendo deciso di aiutare Nocturne a riprendersi dal suo infarto, assieme alla sua amata e a Blink lasciano i New Exiles per soggiornare nella realtà di Heather.
- Nocturne, alias Talia Josephine "T.J." Wagner. (Terra-2182). Possessione fisica, magia limitata. Figlia di Nightcrawler e Scarlet, oltre ad essere una dei membri fondatori degli Exiles è entrata, dopo il suo ammaraggio su Terra-616, all'interno dell'ultima incarnazione di Excalibur. Durante la sua avventura ha cominciato una relazione con il compagno di squadra Thunderbird ed insieme hanno concepito un figlio. Dopo il coma di Thuderbird lo perse a causa di un aborto. Dopo aver avuto un infarto e riabbracciato John, T.J. decide di lasciare gli Exiles, e assieme Blink si trasferisce nella realtà di Heather per guarire.
- Morph, alias Kevin Sidney. (Terra-1081). Deceduto. Mutaforma. Oltre ad essere uno dei membri fondatori, è quello che conta la più lunga permanenza, difatti è rimasto nel team anche nella serie New Exiles. Membro di X-Men e Vendicatori sul suo mondo, è anche un gran burlone che si diverte a spese degli amici e dei nemici, memorabili le sue battute sul cattivo di turno. Durante l'avventura s'innamora di Sole Ardente e pur sapendo che è lesbica accetta la sua natura considerandola una cara amica. Dopo il crossover con House of M e l'arco di storie intitolato World Tour, viene posseduto dal mutante Proteus che ne annulla la personalità uccidendolo. Solo attraverso un dispositivo di modificazione mentale, il mutante viene persuaso ad imitare i comportamenti di Morph fino a farne combaciare la psiche con quello originale. In seguito la personalità di Morph, profondamente dormiente ma non annientata, riesce a ritornare attiva, proponendo a Proteus di fondersi insieme in una terza personalità che unisce la bontà innata e la flessibile intelligenza di Morph col potere quasi illimitato di Proteus, assicurando il mutante malvagio che così facendo l'essere composto da entrambi sarà amato e benvoluto come lui era. Proteus accetta, "creando" un nuovo Morph.

### Sostituti e riserve
- Sole Ardente, alias Mariko Yashida. (Terra-2109). Deceduta. Pirocineta. Sostituta di Magnus, è una mutante asiatica omosessuale con svariati problemi familiari alle spalle. Durante l'avventura sviluppa una relazione con Mary Jane, la Donna Ragno di una dimensione infestata dal virus Legacy. Dopo varie missioni con il team, viene uccisa erroneamente da Mimo, posseduto dalla Covata e poi seppellita nella realtà della sua amata.
- Sasquatch, alias Heather Hudson. (Terra-3470). Depotenziata. Forza, agilità, riflessi e sensi sovrumani. Sostituta di Thunderbird, Heather possiede la capacità di trasformarsi nel leggendario Sasquatch, capacità acquisita dopo la sua possessione da parte dell'entità Taranaq. Dopo parecchie missioni, viene gravemente ferita e lasciato prendere il sopravvento all'entità in modo da potersi rigenerare, si trasforma in una bestia scatenata. Soccorso dai compagni di squadra, perderà i poteri una volta separata da Taranaq. In seguito assisterà la squadra coordinando le missioni direttamente dal Palazzo di Cristallo. Negli ultimi numeri di Exiles, Heather deciderà di ritornare alla sua dimensione d'origine, lasciando però un suo simulacro virtuale a comando del Palazzo di Cristallo. Verrà più tardi raggiunta nella sua realtà da Blink, Nocturne e Thunderbird.
- Magik, alias Illyana Rasputin. (Terra-4210). Deceduta. Teleporta, magia. Sostituta di Blink, Illyana è una giovane spietata e sanguinaria che non si fa scrupoli ad uccidere pur di riuscire a tornare alla sua realtà. Durante una speciale missione in cui i team di Exiles e Weapon X si devono eliminare a vicenda, tradisce la sua squadra passando dalla parte del nemico per venire in ultimo uccisa da quest'ultimo, il malvagio Hyperion.
- Namora. (Terra-2189). Deceduta. Forza sovrumana, capacità anfibie. Sostituta di Magik, Namora è la regina di Atlantide nella sua realtà, ed anche l'Exile, che più di chiunque altro rifiuta di eseguire gli ordini dell'Agente Temporale. Pur trattando gli altri con superiorità è stata sempre pronta a sacrificare se stessa per i suoi compagni. Durante l'esplorazione del Palazzo di Cristallo e lo scontro con Hyperion, verrà uccisa da quest'ultimo.
- Becco, alias Barnell Bohusk. (Terra-616). Depotenziato. Aspetto da rapace. Sostituto di Nocturne, Becco è costretto a lasciare la sua realtà, l'universo Marvel ufficiale, poiché sarà solo grazie al suo aiuto che gli Exiles riusciranno a sconfiggere l'Hyperion insediato all'interno del Palazzo di Cristallo. Dopo il crossover House of M, dove lo vede alla ricerca della sua amata Angel posseduta dal malvagio Proteus, tornerà alla sua realtà anche se depotenziato.
- Sabretooth, alias Victor Creed. (Terra-295). Forza, velocità e sensi sovrumani, artigli e scheletro d'adamantio, fattore rigenerante. Sostituto di Sasquatch, Creed proviene dalla medesima realtà di Blink ed inizialmente era parte e leader del team d'assassini di Weapon X. Dopo il ferimento di Heather entra negli Exiles e dopo la morte di Mimo e la rinuncia della leadership da parte di Blink, diviene il nuovo detentore del Tallus per poi in New Exiles diventarne il leader.
- Olocausto. (Terra-295). Deceduto. Corpo composto da fiamme, esoscheletro indistruttibile, forza sovrumana. Sostituto di Becco, Olocausto si unisce al team quando questi vengono spediti nella dimensione nota come Era di Apocalisse. Figlio del malvagio mutante, secondo i piani di Hyperion avrebbe dovuto eliminare il team pandimensionale, ma finisce con l'affiliarvisi. Durante la prima visita al Palazzo di Cristallo, viene ucciso da Hyperion che ne aspira la forza vitale.
- Longshot. (Mojoverso). Psicometria, fattore rigenerante, campo di fortuna, agilità sovrumana. Durante l'arco narrativo World Tour nel quale gli Exiles partono all'inseguimento di Proteus, Longshot viene richiesto a Mojo da Heather in cambio di numerosi programmi televisivi.

Dopo il crossover con New Excalibur, Longshot rincontrerà Dazzler, sua moglie, ed i due rientreranno nell'universo Marvel ufficiale.
- Uomo Ragno 2099, alias Miguel O'Hara. (Terra-6375). Forza, agilità e velocità sovrumana, fattore rigenerante, artigli retrattili, ragnatela organica, fluido paralizzante. Versione proveniente da un futuro alternativo dell'Uomo Ragno, Miguel si unisce al gruppo durante l'arco narrativo World Tour per dare la caccia a Proteus, che aveva svelato la sua vera identità in diretta TV.

Dopo aver sconfitto Proteus, Miguel abbandonerà il team per concedersi una relazione sentimentale sul suo mondo d'origine.
- Power Princess, alias Zarda Sheldon. (Terra-712). Forza, velocità e riflessi sovrumani, volo. Membro dello Squadrone Supremo, Zarda si unisce al gruppo durante l'arco narrativo World Tour, per assicurarsi che Proteus venga fermato e vegliare che non stiano abusando delle attrezzature del Palazzo di Cristallo per alterare le realtà.

Dopo aver sconfitto Proteus, Zarda sceglierà di tornare alla sua realtà d'origine.
- Proteus, alias Kevin MacTaggert. (Terra-58163). Possessione fisica, alterazione della realtà. Proteus entra in scena durante il crossover House of M. In questa realtà è il figlio di Moira MacTaggert, rinchiuso in laboratorio dalla madre perché troppo pericoloso che riesce infine ad evadere e ad impadronirsi di numerosi corpi uccidendone gli ospiti per poter sopravvivere. A causa del suo potere, che consuma qualsiasi involucro occupi, è costretto spesso a cambiare ospite e durante House of M, prenderà prima quello di Angel, moglie di Becco, per poi passare a quello di Mimo, uccidendolo. Dopo numerose avventure, penetra infine nel corpo di Morph, uccidendone la coscienza originaria. Tuttavia, attraverso un'apparecchiatura per la riconversione comportamentale, gli Exiles riescono a convincerlo di essere ancora Morph e a tenerlo imprigionato all'interno del corpo dell'amico, unico in grado di resistere al suo devastante potere.

In New Exiles, Kevin/Morph sarà l'unico membro fondatore a rimanere nella nuova versione del team fino alla cancellazione del titolo.

### Weapon X
Secondo team messo insieme dall'Agente Temporale ed utilizzati per missioni che richiedono la totale mancanza di scrupoli. Di esso vengono parzialmente mostrate le vicende parallelamente a quelle degli Exiles, in modo che così spesso i personaggi muoiano e vengano sostituiti fuori scena. Caratteristica originale del team è l'affiliazione di tutti i membri a Weapon X. Il team è stato sciolto in Exiles n. 44.

#### Membri fondatori
- Sabretooth, alias Victor Creed. (Terra-295). Forza, velocità e sensi sovrumani, artigli e scheletro d'adamantio, fattore rigenerante. Creed proviene dalla medesima realtà di Blink ed inizialmente era parte e leader del team d'assassini di Weapon X. Dopo il ferimento di Heather entra negli Exiles e dopo la morte di Mimo e la rinuncia della leadership da parte di Blink, diviene il nuovo detentore del Tallus per poi in New Exiles diventarne il leader.
- Deadpool, alias Wade Wilson. (Terra-5021). Deceduto. Forza, velocità e riflessi sovrumani, fattore rigenerante. Membro fondatore del team, viene ucciso una prima volta da Sabretooth, che gli spezza il collo, e una seconda volta da Hulkie, dopo che Mimo era riuscito a copiarne il fattore rigenerante per guarire le ferite che aveva riportato durante lo scontro con Hyperion.
- Kane, alias Garrison Kane. (Terra-3031). Deceduto. Forza, agilità e velocità sovrumana, impianti cibernetici. Membro fondatore, perito per mano di Namor in missione, e rispedito poi nella sua realtà.
- Mesmero, alias Vincent. (Terra-653). Deceduto. Ipnotista. Membro fondatore ucciso fuori scena. Il corpo verrà infine restituito alla sua realtà.
- Wolverine, alias Logan. (Terra-172). Deceduto. Artigli e scheletro d'adamantio, fattore rigenerante, sensi supersviluppati. Membro fondatore ucciso fuori scena. Il corpo verrà infine restituito alla sua realtà, dove era sentimentalmente legato a Mariko Yashida.
- Maverick, alias Christoph David Nord. (Terra-1287). Deceduto. Impianti cibernetici. Ucciso durante una missione per mano di Capitan America che lo trafisse con il suo scudo. Rispedito nella sua realtà, si scoprì essere uno dei migliori agenti S.H.I.E.L.D. di Nick Fury.

#### Sostituti e riserve
- Devil, alias Matthew Michael Murdock. (Terra-181). Apparso fuori scena, dopo che gli Exiles presero il comando del Palazzo di Cristallo, venne rispedito alla sua realtà. In questa è un assassino al soldo di Kingpin.
- Hulkie, alias Jennifer Sue Walters. (Terra-1029). Forza e velocità sovrumana. Scomparsa dopo essere entrata in contatto con la Zona Negativa, Hulkie viene fatta uscire dal sonno di stasi per mano di Deadpool. L'assassino era intenzionato ad uccidere gli Exiles non appena fossero ritornati da una missione e per fare ciò chiedeva la sua collaborazione, ma con una mossa a sorpresa, Hulkie barattò la vita dell'uomo con il suo ritorno alla propria realtà.
- Tempesta, alias Ororo Munroe. (Terra-23895). Deceduta. Manipolatrice meteorologica. Sedicenne africana, Ororo era adorata nella sua realtà al pari di una dea. Uccisa da un Hulk proveniente da una realtà alternativa, il corpo venne rimandato sul suo mondo d'origine.
- Ragno, alias Peter Parker. (Terra-15). Deceduto. Ragnatela organica, sensi ed agilità sovrumana, limitata abilità di manipolare il proprio 'costume' per formare oggetti e armi letali. Sostituto di Daredevil, Ragno è il Peter Parker di un altro universo che si legato al simbionte Carnage, era un soggetto instabile ed incline alla violenza, tant'è che nel suo universo era un assassino di massa che aveva 67 ergastoli da scontare, inoltre aveva un senso dell'umorismo sadico simile a quello di Deadpool. Si unisce a Hyperion nella sua conquista delle altre realtà. Durante la dittatura di Hyperion su una Terra parallela, viene ucciso dalla compagna di squadra Firestar, lanciandosi su di lei mentre questa si suicida rilasciando tutto il proprio potere pirocinetico, viene sepolto in un cimitero della prigione nel suo universo.
- Visione. (Terra-10101). Deceduto. Sostituto di Kane, Visione è un sofisticato cyborg senza alcuno scrupolo morale. Durante una missione non esita a rivelare ai propri compagni di Weapon X che l'unico modo per proseguire nel salto dimensionale è quello di uccidere il piccolo David Richards, scatenando uno scontro fra il suo team e gli Exiles. Viene distrutto da una delle Sentinelle che governano quella realtà, e tempo dopo ciò che resta del suo corpo verrà spedito sul suo mondo d'origine.
- Iron Man, alias Tony Stark. (Terra-2020). Sostituto di Deadpool, Tony partecipa allo scontro iniziato da Visione contro gli Exiles. Messa fuori uso la sua armatura, lo si vede per l'ultima volta essere ostaggio di Morph. Durante l'operazione di restituzione degli eroi messa in atto da Blink e soci, Tony si rifiuta di tornare nella propria realtà, dove ha fatto scoppiare una guerra, per paura di essere giustiziato. Dopo un veloce scontro con Sabretooth viene restituito alla sua linea temporale privo di armatura.
- Gambit, alias Remy Lebau. (Terra-731). Deceduto. Caricatore cinetico. Sostituto di Sabretooth, prende parte allo scontro accanto agli Exiles e contro Weapon X quando i due team devono eliminare alcuni dei propri elementi perché in soprannumero. Si sacrifica, uccidendo al contempo Hyperion con la spada di Magik. Restituito alla sua realtà, al suo funerale lo si vede pianto dall'amata Tempesta.
- Angelo, alias Warren Worthington III. (Terra-714). Volo, fattore rigenerante. Sostituto di Iron Man, la sua apparizione così come la sua scomparsa avvengono fuori scena. Lo si è visto riposare all'interno del Palazzo di Cristallo per poi essere restituito alla propria realtà e alla propria vita di mercenario.
- Colosso, alias Peter Rasputin. (Terra-1917). Deceduto. Armatura composta d'acciaio organico. Sostituto di Hulkie, Peter fu ucciso da Hyperion, quando questi lo scagliò in orbita, per mancanza di ossigeno. Tempo dopo venne rimandato alla sua dimensione d'origine dove venne pianto dall'intera famiglia.
- Ms. Marvel, alias Carol Danvers. (Terra-4732). Deceduta. Volo, forza sovrumana e raggi energetici. Sostituta di Angelo, Carol fu una dei pochi ad appoggiare la dittatura di Hyperion su una Terra parallela. Durante il combattimento con gli Exiles, morì a seguito del crollo di un edificio e tempo dopo il suo corpo fu rimandato alla sua realtà d'origine.
- Hyperion, alias Zhib Ran. (Terra-4023). Forza, resistenza, velocità sovrumana, raggi ottici, invulnerabilità. Sostituto di Tempesta, Hyperion si dimostra subito crudele e spietato sia con i nemici che con gli innocenti. Dopo aver completamente distrutto la sua realtà d'origine ed essere stato reclutato per Weapon X, decide di prendere il controllo di una dimensione e distrutti tutti i suoi eroi verrà in ultimo sconfitto da Gambit e dagli Exiles. Tempo dopo lo si vede dirigere in incognito le missioni del team pandimensionale e dopo essere stato scoperto viene coinvolto in un combattimento contro altri due Hyperion convocati da Becco per salvare il Palazzo di Cristallo. Dopo aver ucciso Namora e con l'aiuto degli Exiles viene nuovamente esiliato nella sua sterile dimensione d'origine.
- Firestar, alias Angelica Jones. (Terra-3062). Deceduta. Pirocineta. Sostituta di Visione, Angelica assieme ad Hulk si rifiutà di schiavizzare una dimensione prescelta da Hyperion e per questo viene punita. Tempo dopo la giovane si suicida dando fondo al proprio potere pirocinetico portando con sé il Ragno. Il suo corpo non viene restituito alla realtà d'origine perché probabilmente cremato durante il suo suicidio.
- Hulk, alias Robert Bruce Banner. (Terra-873). Deceduto. Forza sovrumana. Sostituto di Colosso, Bruce assieme a Firestar si rifiuta di schiavizzare una dimensione come ordinato lui da Hyperion e perciò verrà punito. Ucciso da Hyperion, il suo corpo fu rimandato alla sua realtà d'origine.

## New Exiles
New Exiles è una breve serie a fumetti pubblicata dalla Marvel. Affidata a Chris Claremont (testi) e Tom Grummett (disegni), la serie prese il via, con uno strepitoso boom di vendite, dal crossover X-Men: Die by the Sword nel marzo 2008 per poi chiudere i battenti nel febbraio 2009. La serie non è stata tradotta in lingua italiana.
- Sabretooth, alias Victor Creed. (Terra-295). Forza, velocità e sensi sovrumani, artigli e scheletro d'adamantio, fattore rigenerante. Creed proviene dalla medesima realtà di Blink ed inizialmente era parte e leader del team d'assassini di Weapon X. Dopo il ferimento di Heather entra negli Exiles e dopo la morte di Mimo e la rinuncia della leadership da parte di Blink, diviene il nuovo detentore del Tallus per poi in New Exiles diventarne il leader.
- Psylocke, alias Elizabeth Braddock. (Terra-616). Telecineta. Sostituta di Power Princess, Psylocke verrà richiamata ed aiuterà in numerose missioni il gruppo di esuli. Durante X-Men: Die by the Sword, crossover con New Excalibur, riabbraccerà brevemente il fratello Brian, aiuterà a salvare l'Omniverso e riprenderà le sue avventure assieme agli Exiles.
In New Exiles, dopo il ritiro di Blink, Psylocke svilupperà maggiormente il proprio ruolo all'interno del team fino a guidarlo in alcune missioni. Svilupperà anche una relazione sentimentale con Sabretooth, che però terminerà quando alla chiusura della serie, l'eroina farà di nuovo ritorno all'universo Marvel.
- Shadowcat, alias Kitty Pryde. (Terra sconosciuta). Deceduta. Intangibilità. Questa versione alternativa di Kitty, apparirà in una visione a Psylocke e poco tempo dopo si materializzerà all'interno del Palazzo di Cristallo. Giunta in aiuto del gruppo, Kitty vi rimarrà fino alla sua dipartita. In New Exiles, Kitty diverrà l'esperta informatica del team e coordinerà le loro missioni. Viene svelato prima della chiusura della serie che la ragazza era stata prescelta dal Palazzo di Cristallo per divenirne la sua nuova "anima". Una volta fusa con esso, sarebbe stata in grado di porre fine alla morte di numerose dimensioni che aveva precedentemente constatato.
- Mistiq, alias Raphael-Raven Darkholm. (Terra-797). Mutaforma. Raphael nella sua dimensione era legato, come la sua controparte originale, alla veggente Destiny con la quale ha avuto pure un figlio. Quando la sua famiglia viene sterminata, decide di accettare la proposta degli Exiles di unirsi al gruppo. In New Exiles, Mistiq svilupperà una iniziale simpatia per Psylocke rivaleggiando per lei con Sabretooh. Tuttavia, durante il corso della serie si affezionerà maggiormente alla giovane Kitty, tanto da essere l'unico a piangerne maggiormente la scomparsa.
- Rogue, alias Anna Raven. (Terra-1009). Assorbimento di poteri, tocco letale. Poco si sa della vita di Rogue prima del suo ingresso negli Exiles, tranne che la giovane, come la sua controparte originale, è impossibilitata al contatto umano per via del suo potere. In New Exiles, Anna avrà un flirt con il compagno di squadra Gambit, figlio di Namor e Susan Storm, per poi legarsi durante l'ultimo arco narrativo ad un abitante della realtà da salvare: un sauro umanoide dalla pelle viola sul quale il suo tocco letale non ha effetto.
- Sage, alias Tessa. (Terra-616). Mente computerizzata, telepatia. Sage si unirà al team dopo gli eventi del crossover con New Excalibur, del quale era in precedenza uno dei membri fondatori. Dopo aver salvato il multiverso a fianco di Capitan Bretagna, la maga Roma dona a Sage tutta la sua conoscenza, che la porta quest'ultima vicino alla follia. In New Exiles, Sage dovrà lottare contro la sua altra personalità, Diana Fox risvegliata dallo spropositato quantitativo di conoscenza trasmessole da Roma. Durante la serie la telepatia di Sage diverrà sempre più forte, tanto da sfuggire al controllo della donna. In ultimo, Tessa si riappacificherà con il suo alter ego e fonderà il suo essere con il Palazzo di Cristallo, diventandone l'anima e coordinando le missioni degli Exiles.
- Gambit, alias Remy. (Terra-6706). Caricatore d'energia cinetica, respirazione subacquea, agilità. Figlio di Sue Storm e una versione afroamericana di Namor, Remy si unisce ai New Exiles seguendo l'attrazione che prova per Rogue. Benché fra i due non nasca l'amore, il ragazzo si rivela utile in molte missioni, salvo in ultimo ritornare nel suo mondo d'origine e prendere il posto del padre come re lasciando definitivamente gli esuli.
- Valeria Richards. (Terra-1720). Grande intelletto. La giovane Valeria incontra per la prima volta gli Exiles nel proprio mondo dove l'aiutano a sventare una minaccia, in seguito crea un dispositivo capace di farla balzare di realtà in realtà. In una di queste chiama di nuovo in aiuto il team in modo da salvare l'universo dalla minaccia del Terribile Quintetto guidato da Madame Hydra, versione alternativa di sua madre Sue. A causa di questa parentela le viene negato di entrare a far parte degli Exiles, tuttavia alla fine della serie la stessa Valeria si propone come sostituta di Gambit e viene accettata.